# Wieś (tygodnik)
Wieś – tygodnik społeczno-literacki wydawany w latach 1945–1954.
Pismo podejmowało dyskusję na temat kultury i literatury wiejskiej. Na jego łamach rozważano program kształtowania ideologicznego i organizacji życia kulturalnego na wsi oraz dyskutowano o roli inteligencji w Polsce. Pismo było początkiem kariery dziennikarskiej dla wielu publicystów.

## Historia
Przeniesiony z Lublina, tygodnik zaczął się ukazywać w Łodzi 18 marca 1945 (dwa miesiące po wyzwoleniu miasta) jako organ prasowy Zarządu Głównego Związku Samopomocy Chłopskiej.
Pierwszym redaktorem naczelnym był Jan Aleksander Król. Ostatni łódzki numer „Wsi” ukazał się 28 sierpnia 1949 r., po czym redakcję i wydawnictwo przeniesiono do Warszawy. W roku 1954 zaprzestano wydawania.

## Współpracownicy
Najaktywniejsi współpracownicy to:
- Bohdan Baranowski
- Dyzma Gałaj
- Helena Brodowska
- Zdzisław Skwarczyński
- Anna Kamieńska
- Jan Szczepański
- Władysław Strzemiński
- Maria Janion
- Witold Kula
- Jerzy Drewnowski
- Tadeusz Drewnowski
- Maria Żmigrodzka
- Tadeusz Chróścielewski
- Jan Huszcza
- Stanisław Czernik
- Leon Gomolicki
- Stanisław Piętak